# Paradoxul celor două condensatoare

Circuitul paradoxului cu tensiunile inițiale înainte de închiderea comutatorului

Paradoxul celor două condensatoare sau paradoxul condensatoarelor este un paradox, un experiment mental contraintuitiv, în analiza circuitelor rezistive. Deseori, experimentul mental este descris astfel: Două condensatoare identice sunt conectate în paralel având un întrerupător deschis între ele. Unul dintre condensatoare este încărcat cu tensiunea {\displaystyle V_{i}}, iar celălalt, descărcat. Când întrerupătorul este închis, o parte din sarcina {\displaystyle Q=CV_{i}} primului condensator trece în cel de-al doilea, anulând tensiunea din primul și crescând tensiunea din cel de-al doilea condensator. Când se ajunge la o stare stabilă, iar curentul scade la zero, tensiunea celor două condensatoare trebuie să fie egală, pentru că acestea sunt legate împreună. Din moment ce ambele au aceeași capacitate {\displaystyle C}, sarcina electrică va fi împărțită în mod egal între cele două condensatoare astfel încât fiecare are o sarcină de {\displaystyle {Q \over 2}} și o tensiune de {\displaystyle V_{f}={Q \over 2C}={V_{i} \over 2}}. La începutul experimentului, energia inițială {\displaystyle W_{i}} din circuit este energia stocată în condensatorul încărcat: 
{\displaystyle W_{i}={1 \over 2}CV_{i}^{2}} .
La sfârșitul experimentului, energia finală {\displaystyle W_{f}} este egală cu suma energiei din fiecare condensator: 
{\displaystyle W_{f}={1 \over 2}CV_{f}^{2}+{1 \over 2}CV_{f}^{2}=CV_{f}^{2}=C({V_{i} \over 2})^{2}={1 \over 4}CV_{i}^{2}={1 \over 2}W_{i}}
Astfel, energia finală {\displaystyle W_{f}} este jumătate din energia inițială {\displaystyle W_{i}}. Unde a dispărut cealaltă jumatate a energiei inițiale? 
Aceasta este o problemă veche despre care s-a discutat pe larg în literatura electronicii. Spre deosebire de alte paradoxuri din știință, acest paradox nu se datorează fizicii care stă la baza, ci limitelor convențiilor „circuitului ideal” utilizate în teoria circuitelor . Descrierea specificată mai sus nu este realizabilă fizic dacă se presupune că circuitul este format din elemente de circuit ideale, așa cum este de obicei în teoria circuitelor. Dacă firele care leagă cele două condensatoare, întrerupătorul și condensatoarele în sine sunt idealizate ca neavând rezistență electrică sau inductanță așa cum este de obicei, atunci închiderea întrerupătorului ar conecta puncte la o tensiune diferită cu un conductor perfect, ceea ce ar provoca un curent infinit. Prin urmare, o soluție impune ca una sau mai multe dintre caracteristicile „ideale” ale elementelor din circuit să fie relaxate, ceea ce nu a fost specificat în descrierea de mai sus. Soluția diferă în funcție de care dintre presupunerile despre caracteristicile reale ale elementelor circuitului este abandonată: 
- Dacă se presupune că firele au inductanță, dar nu au rezistență, curentul nu va fi infinit, dar circuitul tot nu are componente de disipare a energiei, deci nu va ajunge la o stare de echilibru, așa cum se presupune în descriere. Va constitui un circuit LC fără amortizare, astfel încât sarcina va oscila perpetuu înainte și înapoi între cele două condensatoare; tensiunea pe cele două condensatoare și curentul vor varia sinusoidal. Energia inițială nu se va pierde: în orice moment, suma energiei din cele două condensatoare și energia stocată în câmpul magnetic din jurul firelor va fi egală cu energia inițială.
- Dacă se presupune că firele conductoare, pe lângă faptul că au inductanță și nu au rezistență, au o lungime diferită de zero, circuitul oscilant va acționa ca o antenă și va pierde energie radiind unde electromagnetice (unde radio). Efectul acestei pierderi de energie este exact același ca și în cazul în care circuitul ar avea o rezistență numită rezistență la radiații, deci circuitul va fi echivalent unui circuit RLC . Curentul oscilant din conductori va fi un sinusoid cu diminuare exponențială. Deoarece nu se pierde niciuna din sarcinile inițiale, starea finală a condensatoarelor va fi așa cum este descris mai sus, cu jumătate din tensiunea inițială pe fiecare condensator. Întrucât în această stare condensatoarele conțin jumătate din energia inițială, jumătatea lipsă din energie va fi radiată de undele electromagnetice.
- Dacă se presupune că firele au rezistență nulă, acesta este un circuit RC, iar curentul va scădea exponențial la zero. Ca și în cazul precedent, deoarece nu se pierde nicio încărcare, circuitul se va stabili în starea finală statică așa cum este descris mai sus. Întrucât în această stare, cei doi condensatori sunt lăsați împreună cu jumătate din energie, indiferent de cantitatea de rezistență, jumătate din energia inițială va fi disipată sub formă de căldură de rezistența firului.
- Dacă, pe lângă rezistență și inductanță, firele au lungimea nenulă, acestea acționează ca o antenă, iar pierderea totală de energie va fi aceeași, dar va fi împărțită între undele electromagnetice radiate și căldura disipată în rezistență.

Au fost concepute diverse soluții suplimentare, bazate pe presupuneri mai detaliate despre caracteristicile componentelor. 

## Versiuni alternative
Există mai multe versiuni alternative ale paradoxului. Una este circuitul original cu cele două condensatoare încărcate inițial cu tensiuni egale și opuse {\displaystyle +V_{i}} și {\displaystyle -V_{i}} . O altă versiune echivalentă este un condensator încărcat unic scurtcircuitat de un conductor perfect. În aceste cazuri, în starea finală, întreaga sarcină a fost neutralizată, tensiunea finală pe condensatoare fiind zero, deci întreaga energie inițială s-a consumat. Soluțiile paradoxului sunt similare cu cele descrise în secțiunea anterioară. 